# Unge Andersen
Unge Andersen är en dansk-svensk-norsk film från år 2005 i regi av Rumle Hammerich med manus av Hammerich och Ulf Stark. Filmen handlar om den danske författaren H.C. Andersen och producerades med anledning av H.C. Andersen-jubileet 2005.

## Handling
Andersen ligger för döden. En liten flicka kommer in i rummet för att göra honom sällskap, så att han har någon att prata med. Andersen börjar då berätta om när han var en 17-årig pojke.
Då Andersen var sjutton år var hans stora dröm att bli författare. Men han är tvungen att skaffa sig en utbildning först, så han söker sig till en skola som han tror kan hjälpa honom att göra drömmen till verklighet. Men hans lärare är väldigt grym och sadistisk, och han gör allt för att förstöra för den unge Andersen.

## Rollista i urval
- Simon Dahl Thaulow - H.C. Andersen
- Peter Steen - den gamle H.C. Andersen
- Stine Fischer Christensen - Sofie
- Niels Hinrichsen - Oberst Guldberg
- Tuva Novotny - Henriette Wulff
- Steen Stig Lommer - Oehlenschläger
- Peter Hesse Overgaard - Rahbek
- Lars Brygmann - Jonas Collin
- Per Oscarsson - H.C. Andersens farfar
- Christina Winther - Fru Collin